# Elezioni generali in Bolivia del 1997
Le elezioni generali in Bolivia del 1997 si tennero il 1º giugno per l'elezione del Presidente e il rinnovo dell'Assemblea legislativa plurinazionale (Camera dei deputati e Senato).
Poiché nessun candidato alla carica di Presidente aveva ottenuto la maggioranza assoluta dei voti, l'Assemblea procedette al ballottaggio tra Hugo Banzer Suárez e Juan Carlos Durán: fu così eletto Banzer Suárez, che ottenne 118 voti contro i 30 di Durán.

## Risultati
| Liste | Candidati                           | Voti      | %     | Seggi  | Seggi  |
| Liste | Candidati                           | Voti      | %     | Camera | Senato |
| --- | ----------------------------------- | --------- | ----- | ------ | ------ |
| - Azione Democratica Nazionalista - Nuova Forza Repubblicana - Partito Democratico Cristiano della Bolivia | Hugo Banzer Suárez                  | 484.705   | 22,26 | 32     | 11     |
| Movimento Nazionalista Rivoluzionario                                                                      | Juan Carlos Durán                   | 396.235   | 18,20 | 26     | 5      |
| Coscienza di Patria                                                                                        | Remedios Loza Alvarado              | 373.528   | 17,16 | 19     | 3      |
| Movimento della Sinistra Rivoluzionaria                                                                    | Jaime Paz Zamora                    | 365.005   | 16,77 | 23     | 6      |
| Unità Civica Solidarietà                                                                                   | Ivo Kuljis Fuchner                  | 350.728   | 16,11 | 21     | 2      |
| Sinistra Unita                                                                                             | Alejo Veliz Lazo                    | 80.806    | 3,71  | 4      | -      |
| Movimento Bolivia Libera                                                                                   | Miguel Urioste Fernández de Córdova | 67.244    | 3,09  | 5      | -      |
| Avanguardia Socialista di Bolivia                                                                          | Jerjes Justiniano Talavera          | 30.212    | 1,39  | -      | -      |
| Convergenza Patriottica                                                                                    | Ramiro Barrenechea Zambrana         | 18.327    | 0,84  | -      | -      |
| Partito Democratico Boliviano                                                                              | Eudoro Galindo Anze                 | 10.381    | 0,48  | -      | -      |
| Totale | Totale                              | 2.177.171 |       | 130    | 27     |